# FC Montréal
El FC Montreal fue un equipo de fútbol de Canadá que militó en la USL Pro, la tercera liga de fútbol más importante del país.

## Historia
Fue fundado en el año 2014 en la ciudad de Montreal, Quebec y tendrán su debut en la USL Pro en la temporada 2015 como uno de los equipos de expansión de la liga.
El equipo estaba compuesto principalmente por jugadores entre 18 y 23 años de edad originarios del estado de Quebec del equipo Montreal Impact de la Major League Soccer.
El 9 de diciembre de 2016 se afilia al Ottawa Fury FC, recientemente unido a la USL Pro y como consecuencia desaparece.

## Estadio
Para la temporada 2015 el equipo jugará sus partidos de local en el Saputo Stadium, aunque se planea que en el futuro jueguen en el Complexe sportif Claude-Robillard luego de que le realicen unas renovaciones. Los juegos van a ser abiertos para todo el público, sin pagar el costo de la entrada al estadio.

## Temporadas
| Año  | División | Liga | Temporada regular G-E-P | Playoffs     | Asistencia promedio |
| ---- | -------- | ---- | ----------------------- | ------------ | ------------------- |
| 2015 | 3        | USL  | 10º, Este: 8-4-16       | No clasificó | 411                 |
| 2016 | 3        | USL  | 14º, Este: 7-2-21       | No clasificó | 243                 |